# Earle Wells
Earle Leonard Wells (* 27. Oktober 1933 in Auckland; † 1. Oktober 2021 in Whakatane) war ein neuseeländischer Segler.

## Erfolge
Earle Wells nahm an den Olympischen Spielen 1964 in Tokio teil, bei denen er mit dem Flying Dutchman startete. An der Seite von Helmer Pedersen gewann er den Wettbewerb vor den Briten Tony Morgan und Keith Musto sowie den US-Amerikanern William Bentsen und Harry Melges, sodass Wells und Pedersen Olympiasieger wurden. Fünfmal segelte Wells bei der Sydney-Hobart-Regatta mit.
1972 kaufte er mit seiner Frau eine Möbelfabrik, die sie bis 1990 leiteten. Danach zogen sie nach Whakatane, wo sie eine Tierfarm betrieben. 1990 wurden Wells und Pedersen in die New Zealand Sports Hall of Fame aufgenommen.